# Vasiláda
Vasiláda (grec moderne : Βασιλάδα) est une localité située dans le dème de Messíni, dans le district régional de Messénie, dans la périphérie du Péloponnèse, en Grèce.
Selon le recensement de 2021, elle compte 76 habitants.